# Gustav Janke (Radsportler)

Gustav Janke (um 1909)

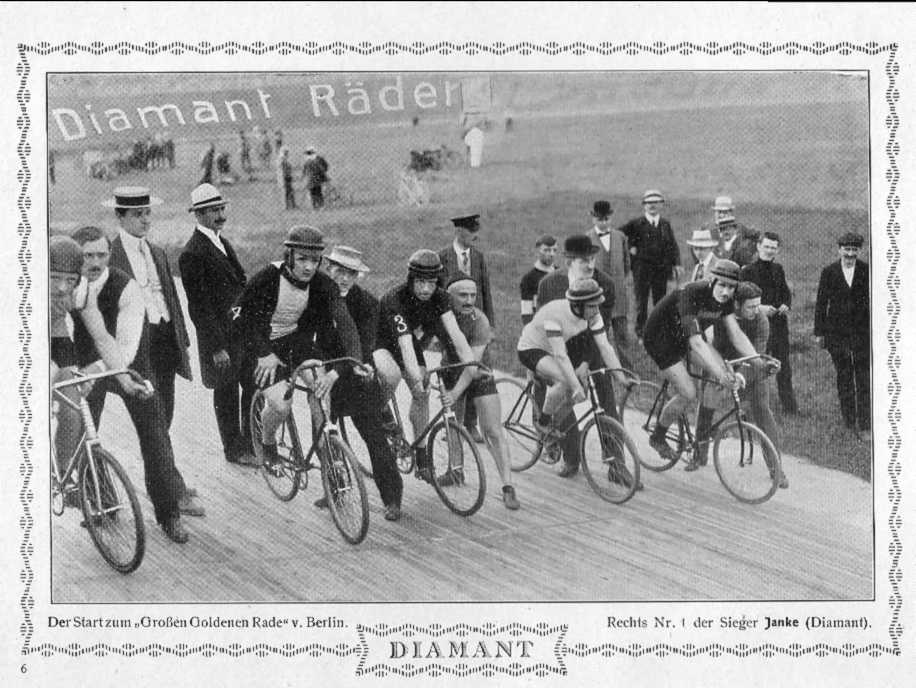
Janke (Nr. 1) beim Goldenen Rad von Berlin (o. J.)

Gustav Janke (* 14. April 1883 in Berlin; † 14. Juli 1959 ebenda) war ein deutscher Radrennfahrer.
Janke begann 1904 im Verein „BRC Krampe 1900“ mit dem Radsport. Einen ersten Erfolg hatte er 1904 als Dritter bei Rund um Berlin. 1908 belegte Gustav Janke bei den Weltmeisterschaften der Amateur-Steher in Berlin den zweiten Platz. 1913 wurde er Dritter der Europameisterschaft der Profi-Steher und auch Deutscher Meister. Am 12. September 1915 gewann er in Leipzig die Kriegsmeisterschaft für Rad-Dauerfahrer über 100 Kilometer mit acht Runden Vorsprung vor Arthur Stellbrink. Viermal war er im Goldenen Rad von Berlin erfolgreich. Viele seiner Rennen fuhr er hinter dem Schrittmacher Werner Krüger.
1910 wurde Janke zudem Zweiter des Sechstagerennens in Kiel, gemeinsam mit Max Kendelbacher.
1918 trat Gustav Janke vom aktiven Radsport zurück und baute sich in Berlin eine erfolgreiche Existenz als Geschäftsmann auf, unter anderem mit der Errichtung eines Parkhauses.